# Natalja Nikolajewna Schewzowa

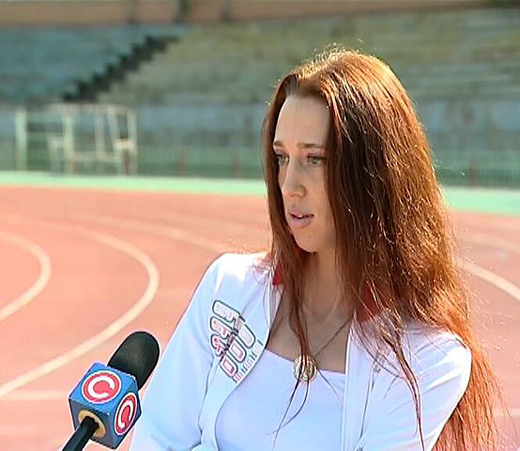
Natalja Schewzowa

Natalja Nikolajewna Schewzowa (russisch Наталья Николаевна Шевцова, engl. Transkription Natalya Shevtsova; * 17. Dezember 1974 in Klinzy) ist eine ehemalige russische Sprinterin, die sich auf den 400-Meter-Lauf spezialisiert hatte.
Bei den Leichtathletik-Weltmeisterschaften 2001 in Edmonton wurde sie im Vorlauf der 4-mal-400-Meter-Staffel eingesetzt und trug so zum Gewinn der Bronzemedaille für das russische Team bei.
Ihre persönliche Bestzeit von 51,28 s stellte sie am 29. Juli 2004 in Tula auf.